# Paracassina obscura
Paracassina obscura es una especie de anfibios de la familia Hyperoliidae.
Es endémica de Etiopía.
Su hábitat natural incluye bosques tropicales o subtropicales secos, montanos secos, praderas tropicales o subtropicales a gran altitud, pantanos, marismas de agua dulce, corrientes intermitentes de agua dulce, jardines rurales, áreas urbanas y estanques.
Está amenazada de extinción por la pérdida de su hábitat natural.